# Liliana Hernández
Liliana Hernández Soto (Zaraza, Venezuela, 25 de julio de 1962) es una política venezolana. Actualmente es la coordinadora electoral de la coalición opositora MUD.

## Biografía
Abogada egresada de la Universidad Católica Andrés Bello. Fue dirigente del partido político socialdemócrata Acción Democrática (AD), llegando ser concejal en 1984 y desde 1989 a 1996 diputada del Parlamento Andino, igualmente fue diputada al Congreso Nacional por el estado Guárico desde 1989 a 1999; se deslindó de AD y en las elecciones del año 2000 fue elegida diputada a la nueva Asamblea Nacional de Venezuela. Fue igualmente Secretaria Juvenil del AD, entre los años 1988 y 1993.
Posteriormente se unió al partido Primero Justicia (PJ). En el año 2004 fue candidata a la Alcaldía del Municipio Libertador de Caracas por este partido, elección de la cual decidió retirarse para dejar vía libre a Carlos Melo, candidato de consenso de la oposición al gobierno de Hugo Chávez. En enero del 2006 expiró su escaño de diputada al retirarse de las pasadas elecciones parlamentarias de octubre de 2005 por su desconfianza en el sistema electoral. Es de destacar que, en este proceso electoral, todos los candidatos opositores se retiraron de la contienda. 
En 2006 fue dirigente de campaña electoral  del candidato presidencial Manuel Rosales. En febrero del 2007 formó parte del grupo disidente de PJ en contra del presidente de la formación Julio Borges, el grupo eslindado pasó a denominarse Justicia Popular liderado por Gerardo Blyde, poco después se convirtió en miembro de Un Nuevo Tiempo y se desempeña como directora de su Comité Político. Se presentó a las elecciones municipales de 23 de noviembre de 2008 al cargo de alcalde del Municipio Chacao en Caracas.